# Diocesi di Santa Ana
La diocesi di Santa Ana (in latino: Dioecesis Sanctae Annae) è una sede della Chiesa cattolica in El Salvador suffraganea dell'arcidiocesi di San Salvador. Nel 2022 contava 747.062 battezzati su 1.144.912 abitanti. È retta dal vescovo Miguel Ángel Morán Aquino.

## Territorio
La diocesi comprende i dipartimenti di Santa Ana e di Ahuachapán, in El Salvador.
Sede vescovile è la città di Santa Ana, dove si trova la cattedrale di Nostra Signora.
Il territorio si estende su 3.263 km² ed è suddiviso in 63 parrocchie, raggruppate in 4 vicariati.

## Storia
La diocesi è stata eretta l'11 febbraio 1913, ricavandone il territorio dalla diocesi di San Salvador, contestualmente elevata al rango di sede metropolitana.
L'8 settembre 1950, con la lettera apostolica Venerabilis Decessor, papa Pio XII ha proclamato Sant'Anna, madre della Beata Maria Vergine, patrona della diocesi.
Il 31 maggio 1986 ha ceduto una porzione del suo territorio a vantaggio dell'erezione della diocesi di Sonsonate.

## Cronotassi dei vescovi
Si omettono i periodi di sede vacante non superiori ai 2 anni o non storicamente accertati.
- Santiago Richardo Vilanova y Meléndez † (3 luglio 1914 - 17 gennaio 1953 deceduto)
- Benjamín Barrera y Reyes, M.J. † (1º marzo 1954 - 25 febbraio 1981 dimesso)
- Marco René Revelo Contreras † (25 febbraio 1981 - 19 ottobre 1998 ritirato)
- Romeo Tovar Astorga, O.F.M. (12 maggio 1999 - 9 febbraio 2016 ritirato)
- Miguel Ángel Morán Aquino, dal 9 febbraio 2016

## Statistiche
La diocesi nel 2022 su una popolazione di 1.144.912 persone contava 747.062 battezzati, corrispondenti al 65,3% del totale.
| anno | popolazione | popolazione | popolazione | presbiteri | presbiteri | presbiteri | presbiteri                | diaconi | religiosi | religiosi | parrocchie |
| anno | battezzati  | totale      | %           | numero     | secolari   | regolari   | battezzati per presbitero | diaconi | uomini    | donne     | parrocchie |
| ---- | ----------- | ----------- | ----------- | ---------- | ---------- | ---------- | ------------------------- | ------- | --------- | --------- | ---------- |
| 1949 | 454.000     | 460.000     | 98,7        | 42         | 21         | 21         | 10.809                    |         | 27        | 94        | 20         |
| 1966 | 100.000     | 110.000     | 90,9        | 66         | 31         | 35         | 1.515                     |         | 50        | 140       | 37         |
| 1970 | 658.236     | 692.931     | 95,0        | 63         | 35         | 28         | 10.448                    |         | 32        | 125       | 39         |
| 1976 | 786.753     | 825.496     | 95,3        | 56         | 28         | 28         | 14.049                    |         | 49        | 145       | 39         |
| 1980 | 856.972     | 921.484     | 93,0        | 56         | 31         | 25         | 15.303                    |         | 39        | 139       | 41         |
| 1990 | 590.000     | 738.000     | 79,9        | 51         | 27         | 24         | 11.568                    | 1       | 33        | 75        | 32         |
| 1999 | 800.387     | 943.387     | 84,8        | 61         | 41         | 20         | 13.121                    | 1       | 29        | 138       | 36         |
| 2000 | 805.450     | 945.540     | 85,2        | 59         | 41         | 18         | 13.651                    | 1       | 27        | 142       | 37         |
| 2001 | 810.500     | 947.750     | 85,5        | 69         | 51         | 18         | 11.746                    | 1       | 31        | 145       | 39         |
| 2002 | 821.565     | 950.840     | 86,4        | 75         | 56         | 19         | 10.954                    | 1       | 35        | 147       | 44         |
| 2003 | 829.105     | 953.790     | 86,9        | 83         | 59         | 24         | 9.989                     | 1       | 41        | 145       | 44         |
| 2004 | 836.795     | 1.253.590   | 66,8        | 85         | 61         | 24         | 9.844                     | 1       | 35        | 105       | 44         |
| 2010 | 965.000     | 1.502.000   | 64,2        | 110        | 90         | 20         | 8.772                     | 1       | 35        | 70        | 50         |
| 2014 | 985.000     | 1.533.000   | 64,3        | 113        | 94         | 19         | 8.716                     |         | 48        | 56        | 58         |
| 2017 | 1.025.000   | 1.598.000   | 64,1        | 141        | 124        | 17         | 7.269                     |         | 36        | 60        | 63         |
| 2020 | 736.665     | 1.126.065   | 65,4        | 148        | 133        | 15         | 4.977                     |         | 36        | 89        | 63         |
| 2022 | 747.062     | 1.144.912   | 65,3        | 151        | 131        | 20         | 4.947                     |         | 35        | 133       | 63         |